# Средня вас-Гориче
Средня Вас-Гориче (словен. Srednja vas - Goriče) — поселення в общині Крань, Горенський регіон, Словенія. Висота над рівнем моря: 490,9 м.